# Замай-Юртовское сельское поселение
Замай-Юртовское се́льское поселе́ние — муниципальное образование в Ножай-Юртовском районе Чечни Российской Федерации.
Административный центр — село Замай-Юрт.

## История
Статус и границы сельского поселения установлены Законом Чеченской Республики от 20 февраля 2009 года № 11-РЗ «Об образовании муниципального образования Ножай-Юртовский район и муниципальных образований, входящих в его состав, установлении их границ и наделении их соответствующим статусом муниципального района и сельского поселения».

## Население
| 2010  | 2012  | 2013  | 2014  | 2015  | 2016  | 2017  |
| ----- | ----- | ----- | ----- | ----- | ----- | ----- |
| 1593  | ↗1615 | ↗1713 | ↗1764 | ↗1795 | ↗1847 | ↗1882 |
| 2018  | 2019  | 2020  | 2021  | 2023  | 2024  |       |
| ↗1940 | ↗1981 | ↗2018 | ↘1458 | ↗1527 | ↗1557 |       |

## Состав сельского поселения
| № | Населённый пункт | Тип населённого пункта       | Население |
| - | ---------------- | ---------------------------- | --------- |
| 1 | Замай-Юрт        | село, административный центр | ↗1557     |